# Liberales Bürgergeld
Das Liberale Bürgergeld (LBG) ist das FDP-Konzept einer bedarfsabhängigen negativen Einkommensteuer zur sozialen Sicherheit. Es ist auch ein sozialpolitisches Finanztransferkonzept, nach dem jeder Bürger bei Bedürftigkeit eine gesetzlich festgelegte finanzielle Zuwendung erhält, ohne dafür eine Gegenleistung erbringen zu müssen (Transferleistung).

## Allgemeines Konzept
Das liberale Bürgergeld der FDP steht in der Tradition der negativen Einkommensteuer von Milton Friedman, die in Deutschland von Joachim Mitschke weiterentwickelt wurde.
Der deutsche Ökonom Joachim Mitschke stellte in seinem Buch Steuer- und Transferordnung aus einem Guss (1985) das Bürgergeld als Zusammenfassung aller direkten Sozialtransfers vor. Das Bürgergeld sollte daher nur an Bedürftige nach entsprechender Prüfung ausgezahlt werden und bei höherem Einkommen verrechnet werden. Das Finanzamt sollte diese Prüfung und auch die Auszahlungen des Bürgergelds vornehmen. Die Lohnnebenkosten werden hierbei insgesamt reduziert und die staatliche Bürokratie verschlankt.
Das Liberale Bürgergeld soll bei Bedürftigkeit und Arbeitsbereitschaft oder Arbeitsunfähigkeit im Sinne einer negativen Einkommensteuer ausgezahlt werden. Nach Vorstellungen der FDP soll es einen erhöhten Einkommensanreiz auslösen, indem zusätzliches Einkommen geringer angerechnet wird als bei heutigen sozialen Sicherungssystemen.
Eine Aufnahme von Erwerbstätigkeit soll stärker gefördert werden, indem höhere Freibeträge bei eigenem Arbeitseinkommen angerechnet werden. Für einen Alleinstehenden würde etwa ein Freibetrag von 100 Euro gewährt und 40 % des Bruttoeinkommens nicht auf das Bürgergeld angerechnet werden. Bei Ablehnung einer zumutbaren Arbeit wird das Bürgergeld gekürzt.
Die Höhe des Liberalen Bürgergelds soll durchschnittliche 662 Euro/Monat für einen Alleinstehenden ohne Kinder betragen und Grundsicherung sowie Unterkunft- und Heizkosten beinhalten. Weiterhin sollen Steuer- und Kindergeldansprüche sowie Unterstützungsleistungen zur Kranken- und Pflegeversicherung einbezogen werden.
Den früheren ALG-II-Regelsatz von 359 Euro zugrunde gelegt, verblieben von dem Bürgergeld ca. 303 Euro für Unterkunftskosten. Das Bürgergeld der FDP beinhaltet auch die im SGB II u. a. in den § 21, § 23 und § 24a SGB II zusätzlich gewährten Einmalleistungen und Mehrbedarfe wie z. B. die Erstausstattungen für Schwangerschaft, Geburt und Wohnung, die Kosten für mehrtägige Klassenfahrten oder zusätzliche Leistungen für die Schule.

## Geschichte
Die FDP sprach sich auf ihrem Parteitag 1994 für ein Bürgergeld aus. Dieses Modell einer negativen Einkommensteuer zur sozialen Sicherheit sollte alle staatlich finanzierten Sozialleistungen, wie z. B. Sozialhilfe, Kindergeld, BAFöG, Arbeitslosenhilfe, ersetzen.
Das Liberale Bürgergeld wurde erneut auf dem Bundesparteitag 2005 beschlossen und ist seitdem Bestandteil jedes Wahlprogrammes zur Bundestagswahl. Es wurde von der FDP jeweils in Koalitionsvereinbarungen mit der CDU 1982 und 2009 eingebracht, aber wegen Finanzierungsproblemen verworfen.
Die Jungen Liberalen und die Neuen Liberalen bekennen sich zum Bürgergeld.